# Onychocerus aculeicornis
Onychocerus aculeicornis là một loài bọ cánh cứng trong họ Cerambycidae.